# 克拉普楼
克拉普楼（George Hubbard Clapp Hall）是是美国宾夕法尼亚州匹兹堡的一座历史建筑，位于奥克兰区的匹兹堡大学校园，申利农场历史区内。
这是一座六层高的建筑，由Trautwein＆Howard设计（设计了该大学的哥特式学习大教堂、史蒂芬·福斯特纪念馆和亨氏纪念教堂），建筑风格为哥特复兴和装饰艺术的混合体，于1956年完工，是匹兹堡大学生物科学系的主要设施，包含实验室，教室，温室和有404个座位地圆形剧场式演讲厅。。

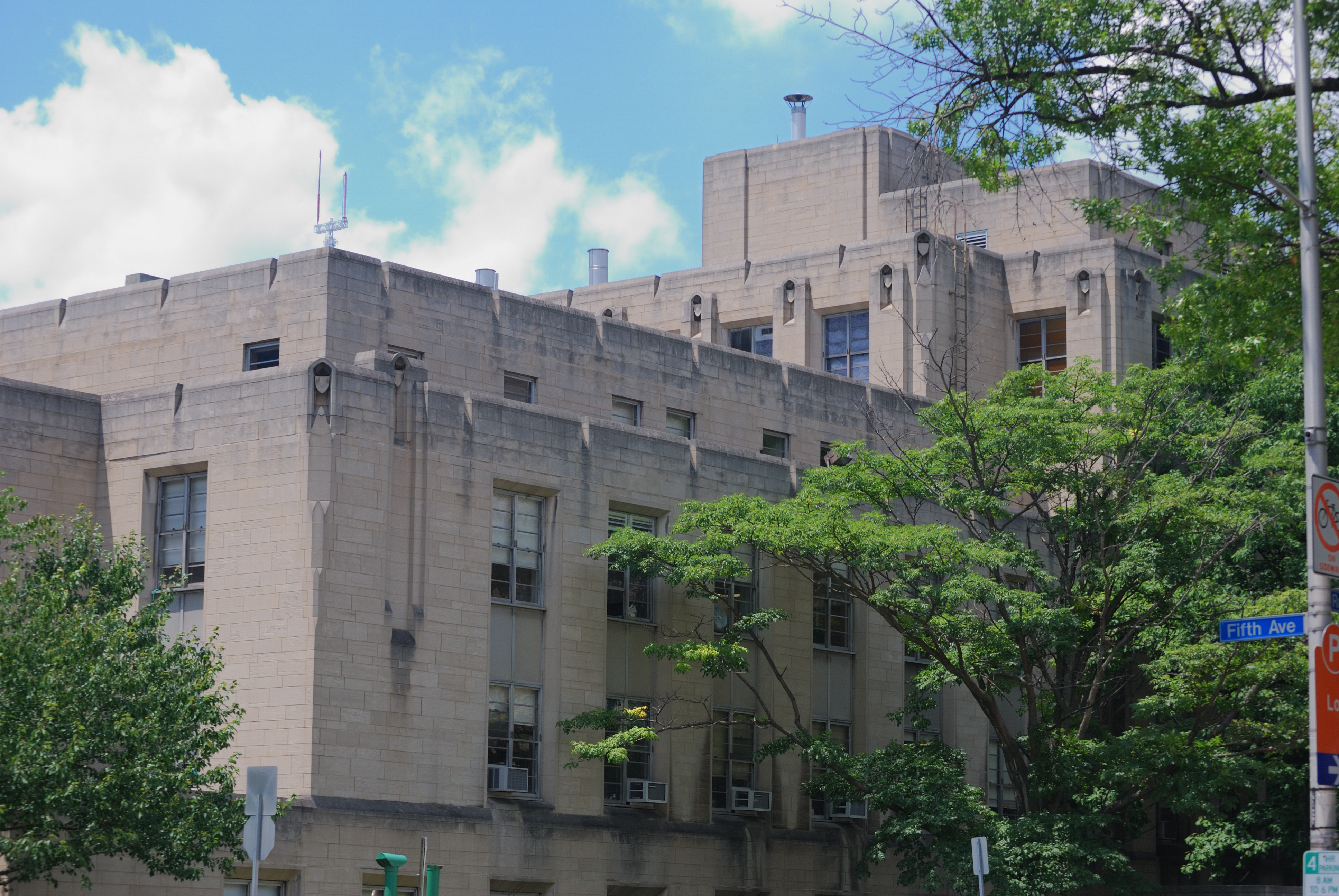

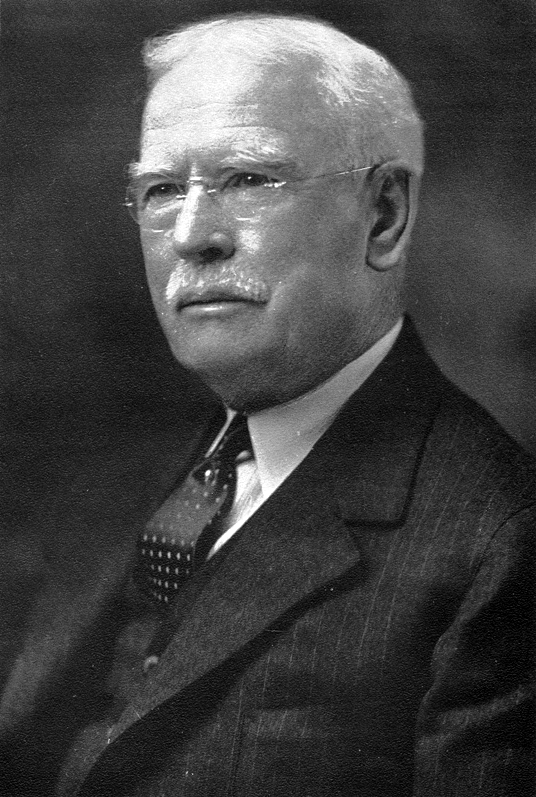
乔治·哈伯德·克拉普